# Grimmstein
Die Ruine der Höhenburg Grimmstein liegt auf dem 345,1 m ü. NN hohen Höhenzug Reinhardtsgrimmaer Heide südlich des Ortsteils Reinhardtsgrimma der Stadt Glashütte (Buschhäuser) im Landkreis Sächsische Schweiz-Osterzgebirge in Sachsen. 

## Geschichte
Der Sage nach hat auf dem Grimmstein die Feste der Ritter von Grimme gestanden. Heute sind die Reste von Grundmauern einer kleinen Burg erkennbar. Die Zerstörung der Burg hängt möglicherweise mit dem Untergang der Burggrafschaft Dohna 1402 zusammen. In den 1960er Jahren  erfolgten archäologische Grabungen und eine teilweise Freilegung der Grundmauern. 
Zur 800-Jahr-Feier von Reinhardtsgrimma 2006 wurde auf dem Grimmstein eine Informationstafel angebracht.